# Rafael Otero
Rafael Otero (Condoto, 14 dicembre 1954) è un ex calciatore colombiano, di ruolo centrocampista.

## Carriera

### Club
Ha giocato nella massima serie colombiana con il Deportivo Cali.

### Nazionale
Ha fatto parte della Nazionale colombiana dal 1979 al 1981, prendendo parte alla Copa América 1979.